# Jim Sheridan

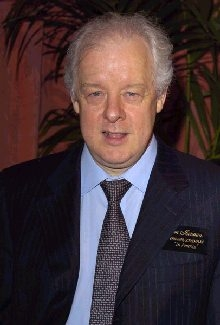
Jim Sheridan

Jim Sheridan (* 6. Februar 1949 in Dublin) ist ein irischer Filmproduzent, Regisseur und Drehbuchautor. Zu seinen bekanntesten Filmen gehören Im Namen des Vaters und Mein linker Fuß.

## Werdegang
Jim Sheridan studierte in Dublin Literatur und Philosophie. Er war Gründer einer Theatergruppe und trat bei dieser auch selber als Darsteller auf. Von 1976 bis 1980 war er am Projects Art Centre als Künstlerischer Direktor angestellt. Im Jahr 1981 wanderte er mit seiner Familie über Kanada illegal in die USA ein. In New York City war er in den Jahren 1982 bis 1987 Direktor des New York Irish Arts Centre. Zu dieser Zeit wurden mehrere seiner Theaterstücke an verschiedenen Bühnen aufgeführt. Im Jahr 1989 kommt Sheridans Kinofilm Mein linker Fuß über einen behinderten Schriftsteller mit Daniel Day-Lewis in der Hauptrolle in die Kinos. Dieser Film erhält zahlreiche Auszeichnungen, unter anderen erhielt er fünf Oscar-Nominierungen (darunter Bestes Drehbuch, Beste Regie) und zwei Oscars (Daniel Day-Lewis als bestem Hauptdarsteller und Brenda Fricker als beste Nebendarstellerin). Der Film war der erste, bei dem er mit Produzenten Noel Pearson zusammenarbeitete. Weitere Kooperationen folgten.
Im Jahr 1990 produzierte Sheridans seinen nächsten Film: Das Feld. Hierfür erhält Hauptdarsteller Richard Harris sowohl eine Oscar- als auch eine Golden-Globe-Nominierung als bester Hauptdarsteller.
Im Namen des Vaters wird im Jahr 1993 Sheridans dritter Kinofilm. In den Hauptrollen sind Daniel Day Lewis und Emma Thompson zu sehen. Der verarbeitete Nordirland-Konflikt brachte dem Film den Goldenen Bären bei der Berlinale 1994, acht Oscar-Nominierungen und den italienischen David di Donatello ein.
Mit dem Schauspieler Day Lewis arbeitete Jim Sheridan auch bei seinem nächsten Projekt, dem Film Der Boxer zusammen. Der Film lief im Jahr 1998 als Eröffnungsfilm auf der Berlinale in Berlin. Er wurde ferner für zwei Golden Globes nominiert.
Auch als Produzent war Sheridan tätig. So produzierte er unter anderem das Drama Mütter und Söhne (1996) mit Helen Mirren und Fionnula Flanagan in den Hauptrollen. Das Drehbuch stammt ebenfalls von Jim Sheridan und auch hier dreht sich die Geschichte wieder um Probleme in Irland.
Im Jahr 2002 machte Sheridan wieder von sich reden, als er in dem Film In America Regie führte. Das Drehbuch für diesen Film schrieb er gemeinsam mit seinen Töchtern Naomi und Kirsten Sheridan. In America wurde dreimal für einen Oscar nominiert (Bester Nebendarsteller, beste Hauptdarstellerin und bestes Drehbuch).
2005 arbeitete Jim Sheridan gleich an mehreren Filmprojekten, darunter Get Rich or Die Tryin’ und Da Vinci’s Mother.
2009 arbeitete er an der Verfilmung des Buches Black Mass: The True Story of an Unholy Alliance Between the FBI and the Irish Mob von Dick Lehr und Gerard O’Neill. Der Film Black Mass wurde 2015 unter der Regie von Scott Cooper fertiggestellt, nachdem zwischenzeitlich Barry Levinson Regie geführt hatte.

## Filmografie (Auswahl)

### Regie
- 1989: Mein linker Fuß (My left foot)
- 1990: Das Feld (The field)
- 1993: Im Namen des Vaters (In the name of the father)
- 1997: Der Boxer (The Boxer)
- 2002: In America
- 2005: Get Rich or Die Tryin’
- 2009: Brothers
- 2011: Dream House
- 2016: Ein verborgenes Leben – The Secret Scripture (The Secret Scripture)

### Drehbuch
- 1992: Into the West – Regie: Mike Newell
- 1996: Mütter & Söhne (Some mother’s son) – Regie: Terry George
- 2016: Ein verborgenes Leben – The Secret Scripture (The Secret Scripture)

### Produktion
- 1999: Frauen unter sich (Agnes Browne) – Regie: Anjelica Huston
- 2000: On the Edge – Regie: John Carney
- 2016: Ein verborgenes Leben – The Secret Scripture (The Secret Scripture)

## Auszeichnungen und Nominierungen
Academy Awards
- Bestes Originaldrehbuch – ‘‘In America’’ (2003) Nominiert (als Ko-Autor)
- Bestes adaptiertes Drehbuch – Im Namen des Vaters (1993) Nominiert (als Ko-Autor)
- Bester Regisseur – Im Namen des Vaters (1993) Nominiert (als Regisseur)
- Bester Film – Im Namen des Vaters (1993) Nominiert (als Produzent)
- Bestes adaptiertes Drehbuch – ‘‘Mein linker Fuß’’ (1989) Nominiert (als Ko-Autor)
- Bester Regisseur – ‘‘Mein linker Fuß’’ (1989) Nominiert (als Regisseur)

Berlinale
- 1994, Goldener Bär – Im Namen des Vaters Gewonnen
- 1998, Goldener Bär – ‘‘Der Boxer’’ Nominiert[3]

British Academy Film Awards
- Bestes adaptiertes Drehbuch – Im Namen des Vaters (1993) Nominiert (als Ko-Autor)

Golden Globe Award
- Bestes Drehbuch – ‘‘In America’’ (2003) Nominiert (als Ko-Autor)
- Bester Regisseur – ‘‘Der Boxer’’ (1997) Nominiert

Independent Spirit Awards
- Bester Regisseur – ‘‘In America’’ (2003) Nominiert

National Board of Review
- Bestes Originaldrehbuch – ‘‘In America’’ (2003) Gewonnen (als Ko-Autor)

Writers Guild of America
- Bestes Originaldrehbuch – ‘‘In America’’ (2003) Nominiert (als Ko-Autor)